# Катаржина Мадровська
Катаржина Мадровська (пол. Katarzyna Mądrowska; нар. 27 березня 1995) — польська борчиня вільного стилю, бронзова призерка чемпіонату Європи, бронзова призерка Франкомовних ігор, бронзова призерка чемпіонатів світу серед студентів.

## Життєпис
Навчалася в середній школі Старгарда, потім в Інституті фізичної культури в Щецині.
Боротьбою почала займатися з 2004 року. З 2006 року тренувалася в Маріуша Кухарчука. Неодноразово вигравала Чемпіонати Польщі в кожній віковій групі (кадетська, юніорська, молодіжна, старша).
Виступає за борцівський клуб «Feniks Pesta» Старгард. Паралельно працює в клубі тренером.

## Спортивні результати на міжнародних змаганнях

### Виступи на Чемпіонатах світу
| Змагання                        | Збірна | Вагова категорія          | Місце |
| ------------------------------- | ------ | ------------------------- | ----- |
| Чемпіонат світу з боротьби 2016 | Польща | жіноча боротьба, до 60 кг | 8     |
| Чемпіонат світу з боротьби 2017 | Польща | жіноча боротьба, до 60 кг | 20    |
| Чемпіонат світу з боротьби 2019 | Польща | жіноча боротьба, до 62 кг | 32    |

### Виступи на Чемпіонатах Європи
| Змагання                         | Збірна | Вагова категорія          | Місце  |
| -------------------------------- | ------ | ------------------------- | ------ |
| Чемпіонат Європи з боротьби 2017 | Польща | жіноча боротьба, до 58 кг | 9      |
| Чемпіонат Європи з боротьби 2019 | Польща | жіноча боротьба, до 62 кг | 8      |
| Чемпіонат Європи з боротьби 2020 | Польща | жіноча боротьба, до 62 кг | 12     |
| Чемпіонат Європи з боротьби 2021 | Польща | жіноча боротьба, до 62 кг | Бронза |

### Виступи на Європейських іграх
| Змагання              | Збірна | Вагова категорія          | Місце |
| --------------------- | ------ | ------------------------- | ----- |
| Європейські ігри 2019 | Польща | жіноча боротьба, до 62 кг | 5     |

### Виступи на Франкомовних іграх
| Змагання              | Збірна | Вагова категорія          | Місце  |
| --------------------- | ------ | ------------------------- | ------ |
| Франкомовні ігри 2013 | Польща | жіноча боротьба, до 59 кг | Бронза |

### Виступи на Чемпіонатах світу серед студентів
| Змагання                                        | Збірна | Вагова категорія          | Місце  |
| ----------------------------------------------- | ------ | ------------------------- | ------ |
| Чемпіонат світу з боротьби серед студентів 2018 | Польща | жіноча боротьба, до 62 кг | Бронза |

### Виступи на інших змаганнях
| Змагання                                                       | Збірна | Вагова категорія          | Місце  |
| -------------------------------------------------------------- | ------ | ------------------------- | ------ |
| Flatz Open 2013                                                | Польща | жіноча боротьба, до 59 кг | 9      |
| Flatz Open 2015                                                | Польща | жіноча боротьба, до 60 кг | Бронза |
| Гран-прі Іспанії з боротьби 2015                               | Польща | жіноча боротьба, до 58 кг | 9      |
| Відкритий чемпіонат Польщі з боротьби 2015                     | Польща | жіноча боротьба, до 58 кг | 20     |
| Flatz Open 2016                                                | Польща | жіноча боротьба, до 63 кг | Срібло |
| Відкритий чемпіонат Польщі з боротьби 2016                     | Польща | жіноча боротьба, до 60 кг | Бронза |
| Гран-прі Іспанії з боротьби 2016                               | Польща | жіноча боротьба, до 60 кг | 8      |
| Гран-прі Парижа з боротьби 2017                                | Польща | жіноча боротьба, до 58 кг | 8      |
| Klippan Lady Open 2017                                         | Польща | жіноча боротьба, до 58 кг | 5      |
| Турнір Дана Колова — Николи Петрова 2017                       | Польща | жіноча боротьба, до 60 кг | 8      |
| Гран-прі Німеччини з боротьби 2017                             | Польща | жіноча боротьба, до 60 кг | 5      |
| Відкритий чемпіонат Польщі з боротьби 2017                     | Польща | жіноча боротьба, до 58 кг | 7      |
| Київський Міжнародний турнір з боротьби 2018                   | Польща | жіноча боротьба, до 62 кг | Бронза |
| Турнір Дана Колова — Николи Петрова 2018                       | Польща | жіноча боротьба, до 59 кг | 5      |
| Klippan Lady Open 2019                                         | Польща | жіноча боротьба, до 62 кг | 8      |
| Турнір Дана Колова — Николи Петрова 2019                       | Польща | жіноча боротьба, до 62 кг | 28     |
| Відкритий чемпіонат Польщі з боротьби 2019                     | Польща | жіноча боротьба, до 62 кг | 5      |
| Київський Міжнародний турнір з боротьби 2021                   | Польща | жіноча боротьба, до 62 кг | 17     |
| Олімпійський кваліфікаційний турнір з боротьби 2020 (Будапешт) | Польща | жіноча боротьба, до 62 кг | 11     |

### Виступи на змаганнях молодших вікових груп
| Змагання                                       | Збірна | Вагова категорія          | Місце  |
| ---------------------------------------------- | ------ | ------------------------- | ------ |
| Балтійські молодіжні ігри серед кадетів 2009   | Польща | жіноча боротьба, до 49 кг | Срібло |
| Чемпіонат Європи з боротьби серед кадетів 2011 | Польща | жіноча боротьба, до 56 кг | Бронза |
| Чемпіонат світу з боротьби серед кадетів 2011  | Польща | жіноча боротьба, до 56 кг | 7      |
| Чемпіонат Європи з боротьби серед кадетів 2012 | Польща | жіноча боротьба, до 56 кг | 5      |
| Чемпіонат світу з боротьби серед кадетів 2012  | Польща | жіноча боротьба, до 56 кг | Бронза |
| Кубок Фрейденфельдса серед юніорів 2013        | Польща | жіноча боротьба, до 59 кг | Золото |
| Чемпіонат Європи з боротьби серед юніорів 2013 | Польща | жіноча боротьба, до 59 кг | Срібло |
| Чемпіонат світу з боротьби серед юніорів 2013  | Польща | жіноча боротьба, до 63 кг | 8      |
| Чемпіонат Європи з боротьби серед юніорів 2014 | Польща | жіноча боротьба, до 59 кг | 10     |
| Чемпіонат світу з боротьби серед юніорів 2014  | Польща | жіноча боротьба, до 59 кг | 12     |
| Чемпіонат Європи з боротьби серед юніорів 2015 | Польща | жіноча боротьба, до 63 кг | 12     |
| Чемпіонат Європи з боротьби серед молоді 2016  | Польща | жіноча боротьба, до 60 кг | Бронза |
| Чемпіонат Європи з боротьби серед молоді 2017  | Польща | жіноча боротьба, до 58 кг | 10     |
| Чемпіонат світу з боротьби серед молоді 2017   | Польща | жіноча боротьба, до 58 кг | 11     |
| Чемпіонат Європи з боротьби серед молоді 2018  | Польща | жіноча боротьба, до 59 кг | 5      |
| Чемпіонат світу з боротьби серед молоді 2018   | Польща | жіноча боротьба, до 59 кг | 5      |